# Нэдзуми Кодзо

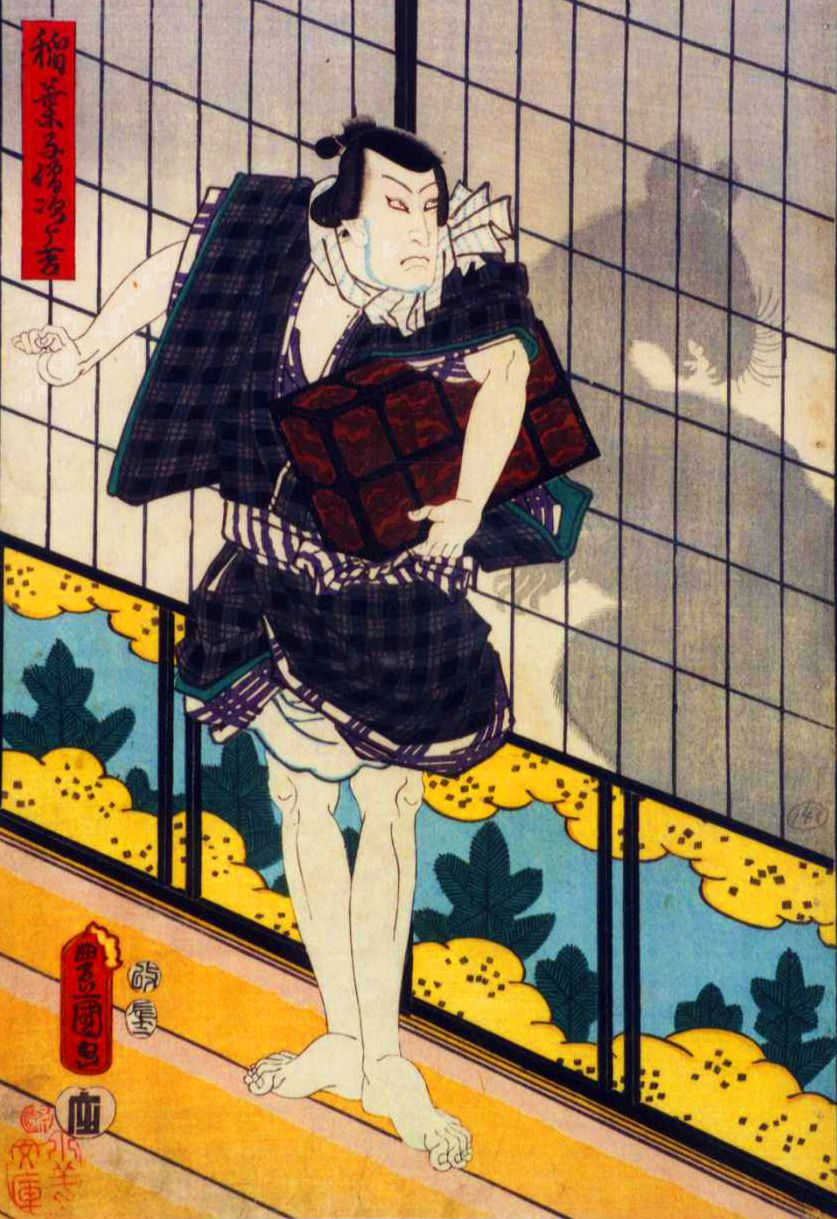
Рисунок, изображающий актёра театра кабуки Исикава Коданзи в роли Кодзо в 1857 году.

Нэдзуми Кодзо (яп. 鼠小僧, ねずみこぞう нэдзуми кодзо:, 1797 — 13 сентября 1832) — японский полулегендарный вор, живший в Эдо (ныне Токио), ставший персонажем японского фольклора. В своей преступной деятельности «специализировался» на кражах со взломом особняков даймё. Его настоящим именем было Накамура Дзирокити (яп. 仲村次郎吉, なかむらじろうきち Накамура Дзиро:кити) По основному роду занятий, как сообщается, Кодзо был верхолазом. В японских легендах он, как правило, предстаёт в образе «благородного разбойника».

## Имя
«Нэдзуми Кодзо» было его прозвищем, а не настоящим именем. Слово «нэдзуми» в японском языке означает «крыса», «кодзо» — «мальчик» в значении «посыльный, мальчик на побегушках». Таким образом, его прозвище можно перевести как «крыса-посыльный». Своё прозвище он предположительно получил ещё в детстве, работая посыльным в магазине в Эдо. Кроме того, таким прозвищем иногда «награждали» воров-карманников, которыми часто были дети с ловкими пальцами, — это позволяет предположить, что Накамура уже с детства был карманником.

## Биография

### Ранняя жизнь
Родился приблизительно в 1797 году в хижине бедного разнорабочего, работавшего в театре кабуки. В возрасте 10 лет был отдан в ученики мастеру, изготавливавшему деревянные ящики, в возрасте 16 лет вернулся в родной дом. Впоследствии якобы стал пожарным, но в 25-летнем возрасте серьёзно поругался со своим отцом и был лишён им наследства. Примерно в то же время он сильно увлёкся азартными играми и одновременно начал воровать, чтобы иметь средства к существованию. Масштабы его деятельности были значительны: например, в 1823 году он совершил в общей сложности 32 ограбления 28 самурайских усадеб.

### Аресты и казнь
В 1825 году, после очередной кражи, он был арестован, но не казнён, так как якобы «воровал впервые», а лишь татуирован как преступник, после чего выслан из Эдо. Однако в скором времени он тайно вернулся в город и вновь пристрастился к азартным играм и воровству. В течение последующих семи лет (с 1825 по 1832 год) он, по некоторым сведениям, совершил 90 краж, орудовав в 71 усадьбе.
3 июня 1831 года он был пойман снова и в ходе следствия признался в краже со взломом 95 самурайских усадеб 839 раз и кражах в общей сложности на сумму более чем 3000 рё на протяжении своей 15-летней «карьеры», однако достоверность этих сведений находится под сомнением. Спустя чуть больше чем три месяца, 13 сентября, он был приговорён к смертной казни; по некоторым предположениям, жестокий характер предстоящей казни, предусматривавшей водружение отрубленной головы на кол и назначавшейся обычно поджигателям или убийцам, был вызван вмешательством последнего ограбленного им самурая, чувствующего себя униженным. На казнь собралось посмотреть большое количество народу, так как Нэдзуми Кодзо в то время был довольно известным преступником. Поскольку данная казнь была в те времена чем-то вроде зрелища, преступника нарядили в яркое кимоно и нанесли ему на лицо макияж, накрасив также губы помадой.
Он был проведён перед толпой, будучи связанным и посаженным на лошадь, а затем обезглавлен на одной из площадей для казней Судзугамори (яп. 鈴ヶ森刑場, すずがもりけいじょう Судзугамори Кэйдзё:). Его голова затем была публично водружена на кол. На момент смерти Кодзо было примерно 36 лет. Он был похоронен в храме Эко-ин в районе Рёгоку, в настоящее время находящемся в специальном районе Сумида, Токио. Поскольку многие люди стремились отколоть куски от надгробной плиты его могилы себе в качестве сувениров, вскоре после его смерти на могиле пришлось ставить новую плиту.

## Происхождение легенды
Когда Накамура был арестован, при нём было найдено очень мало денег. Это вкупе с публичным презрением, которое он выказывал по отношению к даймё, привело к появлению ставшей популярной легенды, что он раздавал деньги бедным, и в молве мелкий жулик превратился в народного героя, аналога европейского Робин Гуда. Тот факт, что он умер холостяком, отослав своим наложницам бумаги о разводе после ареста, чтобы избавить их от возможного наказания, только прибавило ему популярности.

## В культуре
Нэдзуми Кодзо уже вскоре после смерти стал героем представлений театра кабуки, дзидайгэки, народных песен, а впоследствии и современной японской популярной культуры.